# Kirchberg-Thening
Kirchberg-Thening osztrák község Felső-Ausztria Linzvidéki járásában. 2020 januárjában 2435 lakosa volt. 

## Elhelyezkedése

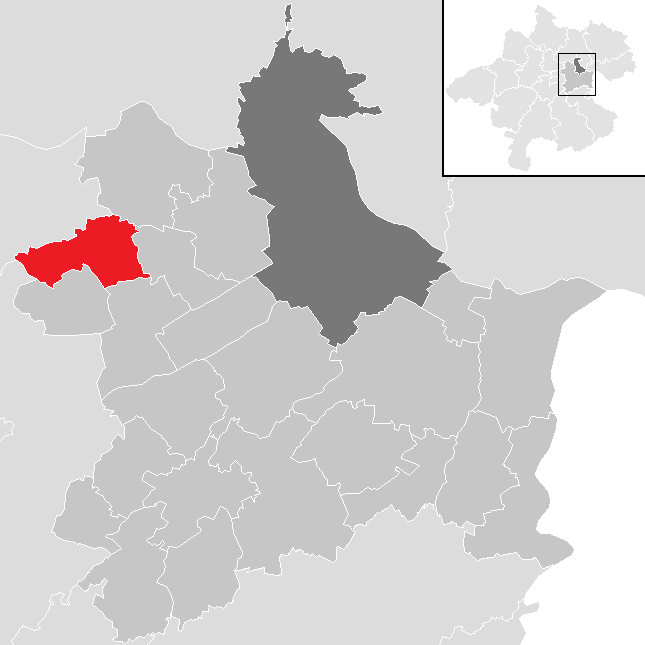
Kirchberg-Thening a Linzvidéki járásban

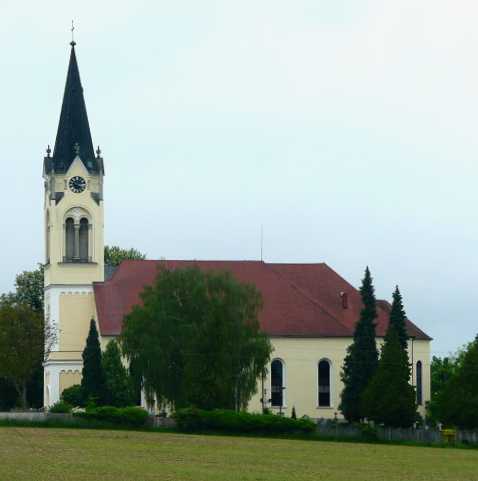
A theningi evangélikus templom

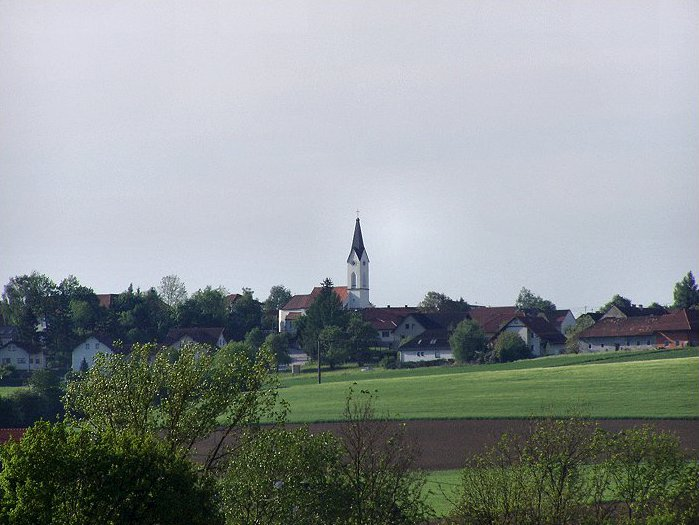
A Szt. Bálint-plébániatemplom

Kirchberg-Thening a tartomány Traunviertel régiójában fekszik a Hausrückvierteli-dombság és a Traun-völgy között. Területének 10,1%-a erdő, 76,1% áll mezőgazdasági művelés alatt. Az önkormányzat 11 településrészt és falut egyesít: Aichberg (9 lakos 2020-ban), Au (142), Axberg (160), Gumpolding (154), Intenham (190), Kirchberg (373), Niederbuch (69), Niederfeld (95), Schauersfreiling (64), Thening (889) és Thürnau (290).  
A környező önkormányzatok: északkeletre Wilhering, keletre Pasching, délkeletre Hörsching, délre Oftering, nyugatra Holzhausen, északnyugatra Alkoven.

## Története
Theninget 825-ben, Kirchberget 1295-ben említik először. Thening neve a Teno személynévből származik. A Bajor Hercegséghez tartozó régió a 12. században került Ausztriához. 
II. József toleranciarendeletét követően Thening vált a felső-ausztriai protestánsok egyik központjává. A napóleoni háborúk során a falvakat több alkalommal megszállták a franciák. 
A köztársaság 1918-as megalakulása után Kirchberg Felső-Ausztria tartomány része lett. Miután a Német Birodalom 1938-ban annektálta Ausztriát, a községet az Oberdonaui gauba sorolták be. A második világháború után, az ország függetlenné válásával ismét Felső-Ausztriához került. A korábban Kirchbergnek nevezett község 1951-ben vette fel a Kirchberg-Thening nevet. 

## Lakosság
A Kirchberg-Thening-i önkormányzat területén 2020 januárjában 2435 fő élt. A lakosságszám 1961 óta gyarapodó tendenciát mutat. 2018-ban az ittlakók 95%-a volt osztrák állampolgár; a külföldiek közül 1,2% a régi (2004 előtti), 2% az új EU-tagállamokból érkezett. 2001-ben a lakosok 60,9%-a római katolikusnak, 30,2% evangélikusnak, 7,8% pedig felekezeten kívülinek vallotta magát. Ugyanekkor egy magyar élt a községben. 
A népesség változása:

| 2016 | 2 355 |
| 2018 | 2 364 |

## Látnivalók
- a theningi evangélikus templom
- a kirchbergi katolikus Szt. Bálint-plébániatemplom

## Fordítás
- Ez a szócikk részben vagy egészben  a   Kirchberg-Thening című német Wikipédia-szócikk ezen változatának fordításán alapul.  Az eredeti cikk szerkesztőit annak laptörténete sorolja fel. Ez a jelzés csupán a megfogalmazás eredetét és a szerzői jogokat jelzi, nem szolgál a cikkben szereplő információk forrásmegjelöléseként.